# 米基季奇 (弗拉基米爾-沃倫斯基區)
50°57′18″N 24°3′44″E / 50.95500°N 24.06222°E
米基季奇（烏克蘭語：Микитичі），是烏克蘭西北部的村莊，隸屬沃倫州的沃洛德米爾區。該村面積3,000平方公里，海拔高度182米，2001年人口393，人口密度每平方公里0.13人。